# Zeta Beta Tau
Zeta Beta Tau (ΖΒΤ) ist eine sogenannte greek-letter Fraternity (dt. Studentenverbindung) mit Sitz in Nordamerika. Sie wurde am 29. Dezember 1898 gegründet. Ursprünglich eine zionistische Jugendgesellschaft, änderte sich ihr Zweck vom Zionismus der Anfangsjahre der Verbindung, als sie 1954 nicht-sektiererisch wurde und auch nicht-jüdischen Mitgliedern offenstand. Sie änderte ihre Mitgliedschaftspolitik dahingehend, dass sie „All Men of Good Character“ (dt. „Alle Männer guten Charakters“) unabhängig von ihrem religiösen oder ethnischen Hintergrund aufnahm, während sie weiterhin als erste jüdische Verbindung anerkannt ist.

## Geschichte

### Gründungszeit
Die Zeta Beta Tau Fraternity wurde bis zu seinem Tod von Richard J. H. Gottheil geleitet, einem Professor für Sprachen an der Columbia University und Zionisten. Am 29. Dezember 1898 gründete er mit einer Gruppe von Studenten mehrerer Universitäten in New York City eine zionistische Jugendgesellschaft. Fünfzehn junge Männer – darunter Herman Abramowitz, Aaron Levy, Bernhard Bloch, David Liknaitz, Isidore Delson, Louis S. Posner, Aaron Drucker, Bernhard Saxe, Bernard Ehrenreich, Herman Sheffield, Menachem Eichler, David Swick, Aaron Eiseman, Maurice Zellermayer und David Levine – versammelten sich an diesem Tag im Jewish Theological Seminary, um die Organisation zu gründen.

### Fusionen
Die Zeta Beta Tau hat sich mit vier anderen nationalen jüdischen Fraternities zusammengeschlossen: Phi Alpha, Kappa Nu, Phi Sigma Delta und Phi Epsilon Pi, mit Chaptern und Kolonien an über 90 Standorten auf dem Campus. Im Jahr 1959 fusionierte Phi Alpha mit Phi Sigma Delta und 1961 fusionierte Kappa Nu mit Phi Epsilon Pi. 1969–70 fusionierten Phi Sigma Delta und Phi Epsilon Pi zu Zeta Beta Tau. Der offizielle Name von Zeta Beta Tau lautet: „A Brotherhood of Kappa Nu, Phi Alpha, Phi Epsilon Pi, Phi Sigma Delta, and Zeta Beta Tau“.

### Verbot des Pledging
Zeta Beta Tau schaffte 1989 die Institution des Pledging (dt. Anwerben) ab, um Hazing (dt. Schikanen) zu bekämpfen und zu beseitigen, und ersetzte das Anwerbungsverfahren durch ein Verfahren, bei dem neue Mitglieder als Brüder aufgenommen werden, sobald sie ein Angebot zur Aufnahme in die Bruderschaft erhalten haben. Die Entscheidung von Zeta Beta Tau, das Anwerben abzuschaffen, beinhaltete jedoch kein Verfahren zur assoziierten Mitgliedschaft. Sobald ein Bruder der Bruderschaft beitritt, erhält er alle Rechte und Pflichten wie der Rest des Chapters und ist für jede Position innerhalb des Chapters wählbar, unabhängig davon, wie lange er bereits Bruder ist. Diese Entscheidung wurde als Reaktion auf das „Age of Liability“ (Zeitalter der Haftung) getroffen, in dem umfangreiche Untersuchungen über Schikanen ans Licht brachten, wie die Kultur der unterwürfigen Mitgliederwerbung landesweit zu mehreren Todesfällen führte.

## Chapters
Zeta Beta Tau hat 82 Chapter (dt. Ortsgruppen) und Colonies (dt. auswärtige Ortsgruppen) in den Vereinigten Staaten und in Kanada. Der Staat mit den meisten Chaptern ist New York. Das älteste aktive Chapter ist Gamma an der New York University. Im Jahr 2022 war das größte ΖΒΤ-Kapitel Lambda an der University of Texas in Austin.

## Bekannte Mitglieder
- Lawrence S. Bacrow (* 1951), US-amerikanischer Anwalt, Wirtschaftswissenschaftler, 29. Präsident der Harvard University, Chapter Xi[7]
- Doug Morris (* 1938), US-amerikanischer Musikmanager, Chapter Delta[7]
- Michael Ovitz (* 1946), amerikanischer Künstleragent, Chapter Alpha Rho[7]
- Jack L. Warner (1892–1978), kanadisch-US-amerikanischer Filmproduzent, Regisseur und Drehbuchautor, Chapter Alpha Delta[7]
- Rudy Boschwitz  (* 1930), US-amerikanischer Unternehmer und Politiker, Chapter Rho[7]
- Steve Cohen (* 1949), US-amerikanischer Politiker, Chapter Alpha Gamma[7]
- Robert Shapiro (* 1942), US-amerikanischer Rechtsanwalt, Chapter Alpha Rho[7]